# ディオドトス・トリュフォン
ディオドトス・トリュフォン（希：Διόδοτος Τρύφων、英：Diodotus Tryphon )はセレウコス朝シリアの将軍、王(在位紀元前142年-紀元前138年）。アレクサンドロス1世バラスの子アンティオコス6世ディオニュソスを擁立し、次いで王位を奪った。

## 生涯

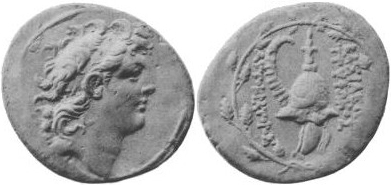
Coin of Diodotus Tryphon.

紀元前145年、セレウコス朝のアレクサンドロス1世バラスが殺害され、デメトリオス2世ニカトルが王位に就いた。デメトリオス2世は従来の軍隊を解散したが、失業した兵士たちの不満は高まり、デメトリオス自身も不人気であった。シリアの将軍であったトリュフォンはこの状況を利用し、カルキスでバラスの子アンティオコス6世ディオニュソスを擁立した。ディオニュソスは支持を集め、アンティオキアを占領した。
トリュフォンは王位を狙い、ディオニュソスの同盟者であるハスモン朝ユダヤのヨナタンを粛清することに決めた。紀元前143年頃、ベテ・シャンに出兵し、対峙するヨナタンにプトレマイスまで同行するよう求め、捕虜とすることに成功した。ヨナタンの処刑に成功したが、ハスモン朝はヨナタンの兄シモンの下で結束した。
紀元前142年頃、トリュフォンはディオニュソス王を暗殺して王位を簒奪した。しかし、各地で反乱が続発し、デメトリオス2世の後継者アンティオコス7世シデテスは即位してまもなくトリュフォンを攻撃した。トリュフォンはドルへ逃れて包囲され、さらにトリポリの北オルトシアへ逃亡した。まもなくシデテスに捕らえられ、処刑されたといわれる(自殺とも）。